# Diffamierung
Die Diffamierung (von lateinisch diffamare ‚verunglimpfen, entehren‘, mhd. schwaben) ist das Unterstellen einer Infamie und bezeichnet heute die Verleumdung und üble Nachrede. Das Wort wurde im 19. Jh. aus dem frz. diffamer entlehnt. Neudeutsch wird der Begriff Bashing synonym verwendet. Er umfasst das Verbreiten von Lügen, anrüchigen Tatsachen und Beschimpfungen.
Vor allem im Bereich der Politik bezieht sich die Diffamierung auf die Ehrverletzung, Hetze sowie die Gerüchteverbreitung gegen partei- oder staatspolitische Gegner. Die dabei angewendeten Methoden können sowohl physischer als auch psychischer Natur sein und haben stets den Zweck, den Betroffenen gesellschaftspolitisch auszuschalten, mundtot zu machen oder gar zu ruinieren.
Eine moderne Form des Vertreibens einer Person aus der Zugehörigkeit und Anerkennung ist das sogenannte Mobbing, das sich u. a. durch öffentliche Diffamierung auszeichnet.